# Carolyn Bessette
Pour les articles homonymes, voir Bessette.
Carolyn Bessette-Kennedy, née Carolyn Jeanne Bessette le 7 janvier 1966 à White Plains (État de New York) et morte le 16 juillet 1999 dans un accident d'avion au large de Martha's Vineyard (Massachusetts), avec son époux John Fitzgerald Kennedy, Jr., fils du 35e président des États-Unis John F. Kennedy. Elle est une icône de mode et une "socialite" américaine.

## Biographie

### Famille et études
Carolyn Bessette est la fille cadette de William Joseph Bessette (dont la famille est d'ascendance franco-canadienne et originaire du Québec), un ingénieur en architecture, et d'Ann Marie Messina (dont la famille est originaire de Castellammare del Golfo en Sicile), une enseignante puis administratrice des écoles publiques de la ville de New York. Elle a deux sœurs aînées, des jumelles prénommées Lauren Gail et Lisa Ann,. À la suite du divorce de ses parents en 1974, sa mère, ses sœurs et elle, déménagent et s’installent à Greenwich dans le Connecticut. Quelques années plus tard, Ann Messina se remarie au Dr Richard Freeman, un chirurgien orthopédique. Élève populaire de l’université de Boston, Carolyn en sort diplômée en sciences de l'éducation en 1988.

### Carrière professionnelle dans la mode
Elle connaît une épisodique carrière de mannequin, où elle pose notamment pour les magazines Glamour et Private, et entame en même temps une carrière de communicante dans l'industrie de la mode pour l'entreprise de prêt-à-porter américain Calvin Klein, où elle commence comme simple vendeuse pour le magasin Calvin Klein de Newton près de Boston en 1989, pendant quelques mois, avant d'être mutée au magasin amiral Calvin Klein à Manhattan, pour lequel elle assumera la fonction de responsable de la publicité, puis sera remarquée par Ann Sokol – la présidente de Calvin Klein Collection (en) –, qui la recommande au poste de directrice de la publicité, puis à celui de directrice des relations publiques et des défilés de la marque Calvin Klein Collection, qu'elle occupe de 1992 à 1996 ; cette dernière fonction lui permettant de nouer une amitié avec le couturier Narciso Rodriguez, qui dessinera pour elle par ailleurs son iconique robe de mariée. Elle met fin à sa carrière chez Calvin Klein en mars 1996, après sept années passées dans le secteur de la mode.

### Vie privée
Elle vit deux courtes relations sentimentales, avec le joueur de hockey sur glace John Cullen puis avec le mannequin Michael Bergin,, puis fait la connaissance et devient la petite amie en 1994 de John Fitzgerald Kennedy, Jr. – fils du défunt président des États-Unis John Fitzgerald Kennedy (1917-1963) et de Jacqueline Kennedy-Onassis (1929-1994) – avocat et éditeur du magazine George, qui la présente durant l'été 1994 à son oncle Ted Kennedy, et qu'elle épousera le 21 septembre 1996, sur l'île de Cumberland en Géorgie : John est alors âgé de 35 ans et Carolyn de 30 ans. Elle fait, dès lors, partie de la famille la plus célèbre des États-Unis et suscite la fascination des médias, que renforce son nouveau statut d'icône de la mode (en),, ce qui entraîne le harcèlement constant de la presse et causera des difficultés au sein de son couple. Carolyn Bessette-Kennedy et John F. Kennedy Jr. ont été mariés moins de trois ans et n’ont pas eu d'enfant.

### Mort accidentelle
Le 16 juillet 1999, Carolyn trouve la mort avec son mari et sa sœur aînée Lauren Bessette lorsque leur avion privé, un Piper Saratoga que pilote John, se crashe dans l'océan Atlantique près de Martha's Vineyard, dans le Massachusetts. John devait déposer sa belle-sœur Lauren à Martha's Vineyard, où elle avait rendez-vous avec des amis, tandis que Carolyn et lui étaient attendus à Cape Cod au mariage de sa cousine Rory, dernière fille de son oncle Robert Kennedy. 
Les débris de l'avion et leurs corps sont retrouvés le 21 juillet 1999, comme l'annonce un communiqué du même jour : « des plongeurs de la Marine américaine ont récupéré les corps de John F. Kennedy Jr., 38 ans, de son épouse Carolyn Bessette Kennedy, 33 ans, et de Lauren Bessette, 34 ans, vers 10 h 30, à 35 mètres de profondeur dans l'océan Atlantique, à environ 13 kilomètres de la côte de Martha's Vineyard », de plus, « tous les trois étaient encore attachés à leurs sièges », a déclaré le contre-amiral des garde-côtes américains Richard Larrabee. 
Quelques jours plus tard, leurs corps sont incinérés et leurs cendres sont dispersées en mer, au large de Cape Cod.